# Colona auriculata
Colona auriculata är en malvaväxtart som först beskrevs av René Louiche Desfontaines, och fick sitt nu gällande namn av William Grant Craib. Colona auriculata ingår i släktet Colona och familjen malvaväxter. Inga underarter finns listade i Catalogue of Life.